# Repentigny (Francia)
Repentigny è un comune francese di 91 abitanti situato nel dipartimento del Calvados nella regione della Normandia.

## Società

### Evoluzione demografica
Abitanti censiti